# Klub Mechelen Handbal
Klub Mechelen Handbal was een Belgische handbalvereniging uit Mechelen.

## Historiek
Klub Mechelen Handbal veroverde door de inbreng van de Poolse topspelers Zdzisław Antczak en Andrzej Sokołowski, beiden lid van de Poolse nationale ploeg die brons haalde op de Olympische Spelen van 1976, in 1978 de Beker van België en het jaar nadien de landstitel. Nadat de Poolse spelers enkele jaren nadien de club verlieten, zakte de mannenploeg weg uit de hoogste nationale reeks.
In 2004 fusioneerde de club met Handbal Bonheiden tot Handbalclub WELTA.

## Palmares

### Heren
- Landskampioen

winnaar (1x): 1979
- Beker van België

winnaar (1x): 1978

## Bekende (ex-)spelers
- Zdzisław Antczak
- Paul De Preter
- Andrzej Sokołowski